# فرودگاه شهری مریدن مارکم
فرودگاه شهری مریدن مارکم (به انگلیسی: Meriden Markham Municipal Airport) یک فرودگاه همگانی بهره‌برداری هوایی است که یک باند فرود آسفالت دارد و طول باند آن ۹۴۵ متر است. این فرودگاه در کشور ایالات متحده آمریکا قرار دارد و در ارتفاع ۳۱ متری از سطح دریا واقع شده‌است.